# Хабіб Кейта
Хабіб Кейта (фр. Habib Keïta, нар. 5 лютого 2002, Бамако, Малі) — малійський футболіст, атакувальний півзахисник французького клубу «Ліон».
На правах оренди грає у бельгійському «Кортрейку».

## Ігрова кар'єра
Хабіб Кейта починав займатися футболом в академії міста Бамако. У жовтні 2020 року Кейта приєднався до французького клубу «Ліон». Перед початком сезону 2021/22 футболіст потрапив до заявки першої команди на Лігу 1. Восени Кейта зіграв першу гру в чемпіонаті Франції. Також  восени 2021 року Хабіб Кейта дебютував на міжнародному рівні у складі «Ліона», виступаючи у матчах групового раунду Ліги Європи.
Влітку 2022 року Хабіб Кейта до кінця сезону відправився в оренду у бельгійський «Кортрейк».